# Profoundemonium
Profoundemonium è il secondo album della band Trail of Tears.

## Tracce
1. Countdown to Ruin – 2:31
2. Driven Through the Ruins – 5:48
3. Fragile Emotional Disorder – 6:41
4. Profoundemonium – 4:55
5. Sign of the Shameless – 4:08
6. In Frustration's Preludium – 1:59
7. In Frustration's Web – 5:04
8. Released At Last – 6:01
9. Image of Hope – 3:51
10. Disappointment's True Face – 7:30
11. The Haunted – 5:01

## Formazione
- Ronny Thorsen - voce
- Helena I. Michaelsen - voce
- Runar Hansen - chitarre
- Terje Heiseldal - chitarre
- Kjell Rune Hagen - basso
- Frank Roald Hagen - sintetizzatore
- Jonathan Perez - batteria